# Experimento de Ørsted
O experimento de Ørsted foi uma experiência científica realizada por Hans Christian Ørsted em 1819, que proporcionou uma grande evolução dos conceitos de eletricidade e magnetismo.

## História
Ao realizar diversas experiências, Oersted observou que uma corrente elétrica passando por um condutor desviava uma agulha magnética colocada na sua vizinhança, de tal modo que a agulha assumia uma posição diferente ao plano definido pelo fio e pelo centro da agulha.
Oersted inicialmente utilizando de um fio condutor retilíneo, por onde passava uma corrente elétrica, posicionou sobre esse fio uma agulha magnética, orientada livremente na direção norte-sul. Fazendo passar uma corrente no fio, observou que a agulha sofria um desvio em sua orientação, e que esse desvio era perpendicular a esse fio. Ao interromper a passagem de corrente elétrica, a agulha voltou a se orientar na direção norte-sul.
Assim, ele concluiu que a corrente elétrica no fio se comportava como um ímã colocado próximo à agulha magnética. Ou seja, a corrente elétrica estabeleceu um campo magnético no espaço em torno dela, e esse campo foi responsável pelo desvio da agulha magnética.
Assim podemos concluir que cargas elétricas em movimento geram um campo magnético próximo a elas. E então o aparecimento de um campo magnético juntamente com a passagem de uma corrente de elétrons foi pela primeira vez observado. Possibilitando a unificação da eletricidade com o magnetismo, que passaram a constituir um importante ramo da física denominado eletromagnetismo.